# Ісфісор
Ісфісо́р — кишлак в Согдійському вілояті Таджикистану, центр Ісфісорського джамоату Гафуровської нохії. Кишлак є одним з найбільших сіл у країні.

## Географія
Кишлак розташований в західній частині Ферганської долини, між містами Чкаловськ та Кайраккум. На південному заході проходить Великий Ферганський канал, який відокремлює кишлак від смт Гафуров. За 4 км на схід знаходиться Кайраккумське водосховище. На півночі піднімається Іспісарська височина висотою до 450 км. Саме ж поселення знаходиться на висоті 390 м.
| Таджикистан | Це незавершена стаття з географії Таджикистану. Ви можете допомогти проєкту, виправивши або дописавши її. |